# Suprematismus

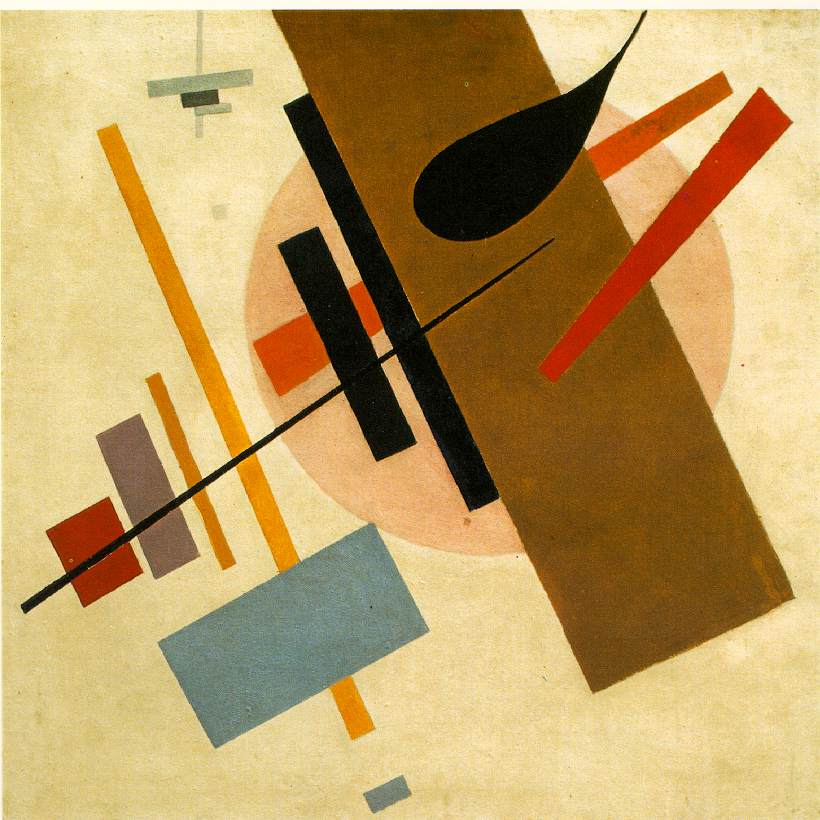
Kasimir Malewitsch: Suprematism (Supremus No. 55), 1916, Kunstmuseum in Krasnodar

Suprematismus (von altlateinisch supremus, „der Höchste“) ist eine Stilrichtung der bildenden Kunst der Moderne, mit Verwandtschaft zum Futurismus und Konstruktivismus. Sie entstand in Russland und hatte von 1913 bis zum Beginn der 1930er Jahre Geltung. Entwickelt wurde die erste konsequent ungegenständliche Kunstrichtung von dem russischen Künstler Kasimir Malewitsch, der in ihr die Vorrangstellung der reinen Empfindung vor der gegenständlichen Natur verstand.

## Entwicklung
Der Suprematismus wurde von Malewitsch nach seiner neo-primitivistischen und kubofuturistischen Phase in den Jahren 1912/13 aus den Ideen des Futurismus heraus entwickelt. Vor allem durch El Lissitzky beeinflusste der Suprematismus De Stijl und das Bauhaus. Es handelt sich dabei um die erste konsequent ungegenständliche Kunstrichtung. Die ungegenständliche Kunst unterscheidet sich von der abstrakten insofern, als ihre Formen keine Abstraktionen (Verwesentlichungen / Vereinfachungen) von sichtbaren Gegenständen sind. Der Suprematismus ist eine von Gegenstandsbezügen befreite konstruktive Kunstrichtung; sie stellt die Reduktion auf einfachste geometrische Formen in den Dienst der Veranschaulichung ‚höchster‘ menschlicher Erkenntnisprinzipien. Zu den Hauptwerken des Suprematismus zählen die von Malewitsch geschaffenen Gemälde Schwarzes Quadrat auf weißem Grund (1915), Rotes Quadrat (1915) und Weißes Quadrat auf Weißem Grund (1919). 1915/16 fand die Kunstausstellung 0,10 in Sankt Petersburg statt, in der erstmals suprematistische Gemälde ausgestellt wurden.

## Hintergrund – Russische Avantgarde
Parallel zu den historischen Umwälzungen in Russland von 1905 bis 1920 suchten russische Künstler nach neuen Wegen, ihrem Bild der Welt einen neuen Ausdruck zu geben. In sehr rascher Folge entstanden unterschiedlichste Kunstbewegungen, welche die Kunstströmungen des westlichen Europas aufgriffen und weiterentwickelten. Besonders einflussreich war dabei eine 1908 von der russischen Zeitschrift Das Goldene Vlies initiierte Kunstausstellung mit Werken der bedeutendsten zeitgenössischen westeuropäischen Künstler. Vertreten waren unter anderem Henri Matisse, Pierre-Auguste Renoir, Georges Braque, Paul Cézanne, Vincent van Gogh, Kees van Dongen, Alfred Sisley und Pierre Bonnard.
1911 folgte eine Ausstellung der Gruppe „Karo-Bube“, an der eine Vielzahl von Künstlern der Russischen Avantgarde beteiligt waren und die die Entwicklung der Russischen Malerei und Plastik zur Abstraktion begründete. Die Ausstellung „0,10“, die im Jahre 1915 folgte und in der erstmals suprematistische Gemälde ausgestellt wurden, markierte den Durchbruch zur gegenstandslosen Kunst. Zu den Ausstellenden gehörten neben Malewitsch Wladimir Tatlin, Nadeschda Udalzowa, Ljubow Popowa und Iwan Puni.
Wie inspirierend diese Begegnungen auf die Entwicklung in der modernen russischen Kunst war, zeigt sich an der künstlerischen Entwicklung von Malewitsch, der durch den Einfluss der französischen Impressionisten, der Futuristen und Kubisten über einen post-impressionistischen und neo-primitivistischen Stil zum Kubofuturismus fand und dann den Suprematismus entwickelte.

## Sieg über die Sonne

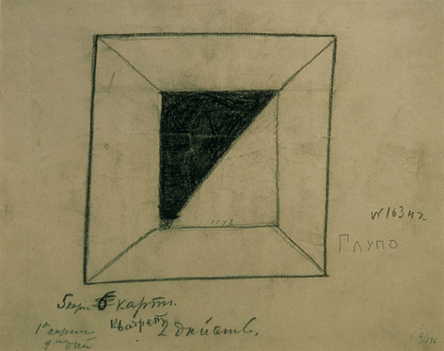
Skizze zum 5. Bild der Oper Sieg über die Sonne, 1913, Staatliches Museum für Theater und Musik, St. Petersburg

Am 3. und am 5. Dezember 1913 wurde die Oper Sieg über die Sonne im Lunapark-Theater in Petersburg aufgeführt. Das Libretto stammte von Alexej Krutschonych, der Prolog von Welimir Chlebnikow, die Musik schrieb Michail Wassiljewitsch Matjuschin und die Kostüme und das Bühnenbild wurden von Malewitsch geschaffen. Ähnlich wie bei der Commedia dell’arte verwendeten die Künstler stereotype Charaktere wie „der Kraftmensch“, „der Feigling“, „der Totengräber“ und „der Neue“.
Die Oper war eine Gemeinschaftsproduktion der vier Künstler, die seit einem Treffen im Juli 1913 daran arbeiteten. Ihr Ziel war es, mit der gewohnten Theatervergangenheit zu brechen und eine „klare, reine, logische russische Sprache“ zu nutzen. Malewitsch setzte dies um, indem er Kostüme aus einfachsten Materialien schuf und dabei geometrische Formen nutzte. Blitzende Scheinwerfer leuchteten die Figuren so an, dass abwechselnd Hände, Beine oder Köpfe im Dunkel verschwanden. Der Bühnenvorhang zeigte ein schwarzes Quadrat.
Die Arbeiten zum Bühnenvorhang inspirierten Malewitsch zur Schaffung des Gemäldes Das Schwarze Quadrat.

## Schwarzes Quadrat

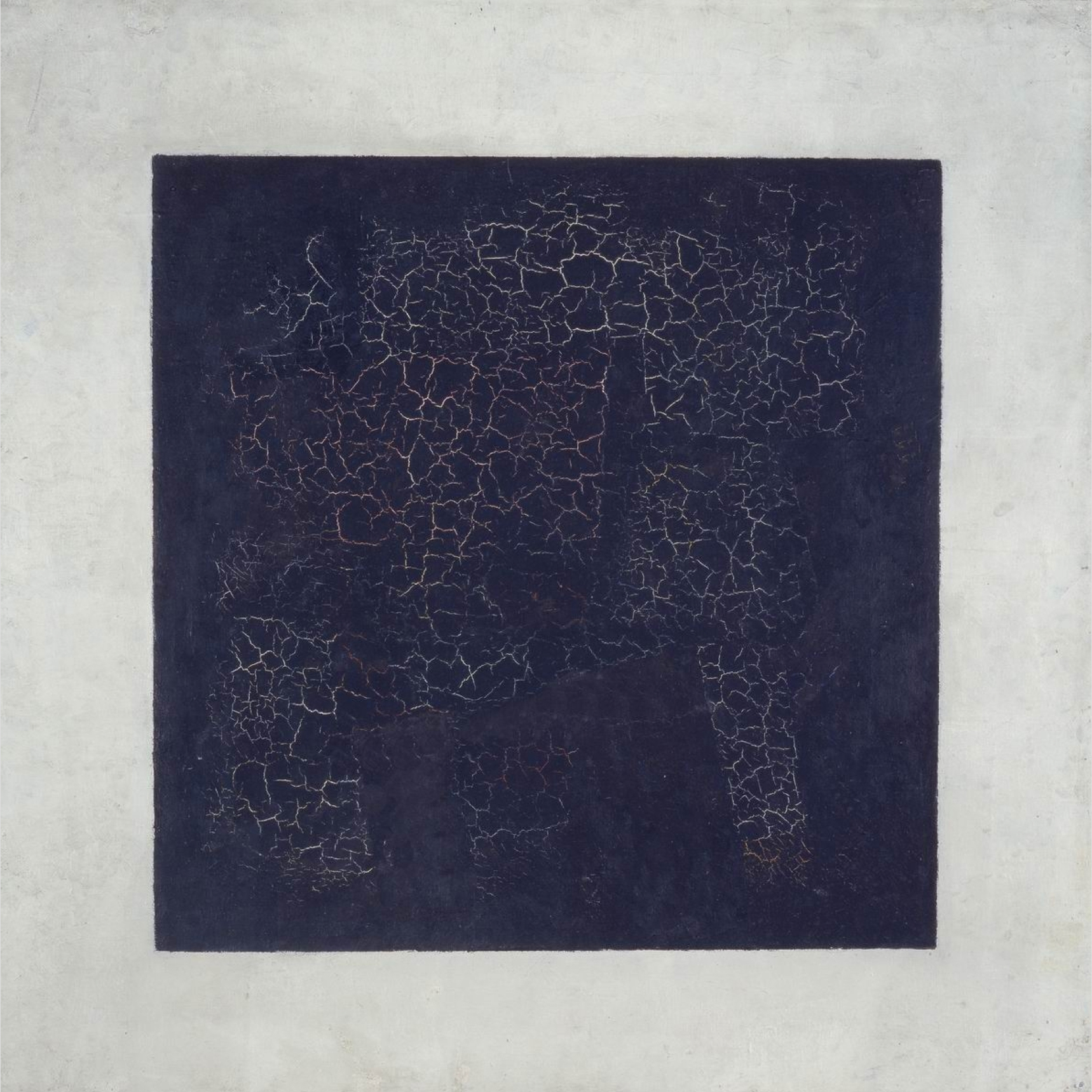
Schwarzes Quadrat (1915) von Malewitsch, Tretjakow-Galerie, Moskau

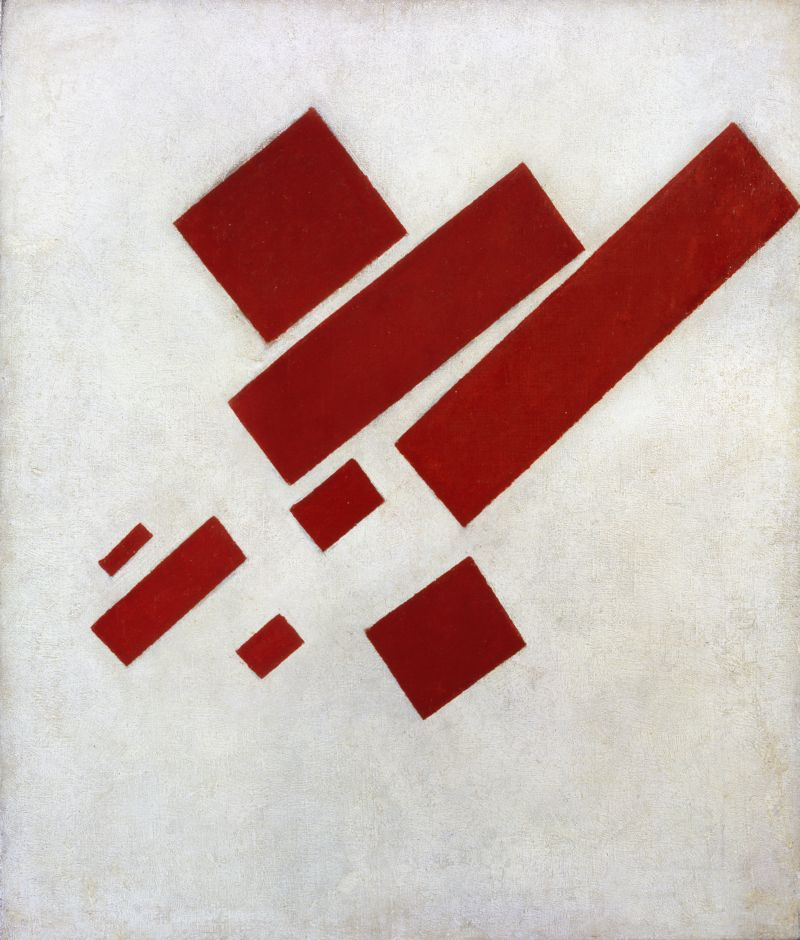
Acht Rechtecke (1915) von Malewitsch, Stedelijk Museum, Amsterdam

Malerisches Initialwerk des Suprematismus war das Bild Schwarzes Quadrat von Malewitsch, ein auf weißem Grund gemaltes rein schwarzes Ölbild. Es wurde erstmals mit 38 weiteren suprematistischen Bildern von Malewitsch in der Ausstellung 0,10 in Petrograd im Jahr 1915 ausgestellt. Im Katalog war es schlicht als „Viereck“ bezeichnet. Malewitsch selbst nannte es die „ungerahmte Ikone meiner Zeit“. Mit dieser Bezeichnung knüpfte er an eine in Russland seit Mitte des 19. Jahrhunderts geführte Diskussion an, ob die russische Malerei sich an der westlichen Kunst zu orientieren habe oder eine eigene Bildsprache entwickeln solle, die in der russischen Tradition verwurzelt ist. Sinnbild der russischen Tradition war die Ikone. Genauso wie die russischen Bauern ihre Ikonen in der östlichen Ecke eines Raumes aufstellen, so hängte auch Malewitsch in der Ausstellung 0,10 sein schwarzes Quadrat in die östliche Ecke.
Naum Gabo, einer der Zeitzeugen dieser Entwicklung, schrieb später:

„Die 1915 von den Suprematisten verkündete Ideologie der Gegenstandslosigkeit ist das Ergebnis einer Ablehnung des kubistischen Experiments, auch wenn die Kunsthistoriker nach wie vor nicht den wahren und allgemeinen Einfluss sehen, den das Konzept der russischen Kunst – der Ikone genauso wie das von Wrubel – auf das Denken und die bewußte Vision dieser Gruppe russischer Künstler hatte.“

Gleichzeitig verstand Malewitsch das Schwarze Quadrat als maximale Verdichtung der Farbmasse; es war für ihn das Symbol für „geometrische Ökonomie“. Er selbst schrieb in seinem 1927 veröffentlichten Bauhausbuch Die gegenstandslose Welt:

„Unter Suprematismus verstehe ich die Suprematie der reinen Empfindung in der bildenden Kunst. […] Als ich im Jahre 1913 in meinem verzweifelten Bestreben, die Kunst von dem Ballast des Gegenständlichen zu befreien, zu der Form des Quadrats flüchtete und ein Bild, das nichts als ein schwarzes Quadrat auf weißem Felde darstellte, ausstellte, seufzte die Kritik und mit ihr die Gesellschaft: Alles, was wir geliebt haben, ist verloren gegangen: Wir sind in einer Wüste … Vor uns steht ein schwarzes Quadrat auf weißem Grund! […] Das schwarze Quadrat auf dem weißen Feld war die erste Ausdrucksform der gegenstandslosen Empfindung: das Quadrat = die Empfindung, das weiße Feld = das Nichts außerhalb dieser Empfindung.“

Die Reaktion auf Das Schwarze Quadrat war eindeutig: ein Affront gegenüber der akademischen und realistischen Malweise, man bezeichnete es als das „tote Quadrat“, das „personifizierte Nichts“. Der Kunsthistoriker Alexander Benois bezeichnete es in der Petrograder Zeitschrift Die Sprache als „den aller-, allerabgefeimtesten Trick in der Jahrmarktsbude der allerneusten Kunst“. Dem Verriss schloss sich der russische Schriftsteller Dmitri Mereschkowski an, der von der „Invasion der Rüpel in der Kultur“ sprach.
1915 folgte Rotes Quadrat: Malerischer Realismus einer Bäuerin in zwei Dimensionen, ein in leuchtendem Rot gemaltes Quadrat auf beigem Untergrund. Es befindet sich heute ebenso wie Schwarzes Quadrat auf weißem Grund im Staatlichen Russischen Museum in Petersburg. Für Malewitsch war es „das Signal der Revolution“, ihm folgten weitere farbige Bilder, die allerdings zunehmend vielteilig wurden.
Im Jahr 1919 malte Malewitsch Das Weiße Quadrat, das seine malerischen Experimente mit dem Suprematismus vorläufig abschloss. Für Malewitsch war das weiße Quadrat das Zeichen der „Selbsterkenntnis einer rein utilitären Vollendung des Allmenschen“ und der Ausdruck der reinen Gegenstandslosigkeit.

## Malewitschs theoretischer Ansatz
Die Entwicklung des Suprematismus war von Anfang an von umfangreichen theoretischen Konzepten begleitet. Schon das Bühnenbild zur Oper Sieg über die Sonne wurde in einem Manifest begründet.
Auf die heftige Kritik, die das Gemälde Das Schwarze Quadrat hervorrief, antwortete Malewitsch Benois in einem langen Brief, der heute als frühes Dokument für die suprematistische Philosophie gilt:

„ich bin glücklich, dass das Gesicht meines Quadrates mit keinem einzigen Meister und keiner Zeit zur Deckung gebracht werden kann. Stimmt's? Ich gehorchte den Vätern nicht und bin ihnen nicht ähnlich. Und ich bin eine Stufe […] Meine Philosophie lautet: Vernichtung der Städte und Dörfer alle 50 Jahre, Vertreibung der Natur aus der Kunst, Vernichtung von Liebe und Aufrichtigkeit in der Kunst, um nichts in der Welt aber Abtötung des lebendigen Quells im Menschen […] Und nie werden Sie auf meinem Quadrat das Lächeln der holden Psyche erblicken. Und nie wird mein Quadrat Matratze für die Liebesnacht sein.“

Malewitsch suchte einen alternativen Begriff für ein Kunstideal, das nicht vergegenständlicht und das dem Begriff „Gott“ in der Religion, dem Prinzip der „gegenständlich-technischen Vollkommenheit“ in der Wissenschaft oder der „Schönheit“ in der akademischen Kunst entsprach. Diese Ideale erzeugen Ziele und Methoden. Diese zu erreichen, setzt im Menschen die Auseinandersetzung mit seiner Umwelt in Gang. Doch auf Grund der unvereinbaren Unterschiedlichkeit der drei Richtungen Religion, Kunst und Wissenschaft beginnt der Mensch seine Umwelt auch unterschiedlich zu begreifen, das heißt, je nach der eingeschlagenen Richtung zu klassifizieren, zu vergegenständlichen. Da aber derselbe Gegenstand von den drei Sichtweisen auf drei verschiedene Weisen beschrieben werden kann, sei nach Malewitsch bewiesen, dass dieser Gegenstand eine eigene, vom Menschen unabhängige Seinsgrundlage besitze, deren Wesen vom Menschen bisher noch nicht vollständig erfasst wurde.
Das höchste Prinzip, das Malewitsch formulierte, ist deshalb das, was alle drei Erkenntnisrichtungen gemeinsam haben. Jedes ihrer Ideale ist absolut gesehen ungegenständlich, so dass deren gemeinsamer Nenner, die Gegenstandslosigkeit, für Malewitsch das Höchste ist – Suprematismus.
Den Begriff leitete er (über die Vermittlerrolle, welche die französische und polnische Sprache spielte) von dem lateinischen Wort suprematia (Überlegenheit, Herrschaft oder Oberhoheit) ab.

## Die Formensprache Malewitschs
Malewitsch malte nicht expressiv wie Wassily Kandinsky, sondern konstruierte seine sachlichen Quadrate und Rechtecke. Alle verwendeten Formen leiten sich aus dem Quadrat ab. Ein Beispiel für seine formenreicheren Bilder ist Dynamischer Suprematismus Nr. 57, das sich im Museum Ludwig in Köln befindet.
Die gegenstandslose Freiheit, die er anstrebte, sollte nicht chaotisch sein, wie die der Futuristen, sondern sie folgte einer formal-energetischen Ökonomie, die organisierte Strukturen hervorbringt. Seine Bilder sind Modelle einer Wirklichkeit, die, obwohl sie mit den herkömmlichen Mitteln nicht erfasst werden kann, dennoch existiert. Es sollen jedoch nicht nur neue Erkenntnismöglichkeiten geschaffen werden. Da die alten Formsprachen und Begriffe das alte Weltbild und damit auch das Handeln des Menschen bestimmt haben, ist die neue Kunst genauso in der Lage, über die Schaffung eines neuen Weltbildes auch die menschliche Gesellschaft zu erneuern.
Der Suprematismus, der die abstrakte Kunst begründete, beeinflusste von 1916 bis 1920/21 insbesondere Ivan Puni, Ljubow Popova und Alexander Michailowitsch Rodtschenko, die sich allerdings nach 1921 stilistisch weiterentwickelten. Popova und Rodtschenko wurden in der Nachfolge bedeutende Vertreter des Konstruktivismus.

## Suprematismus in der Angewandten Kunst

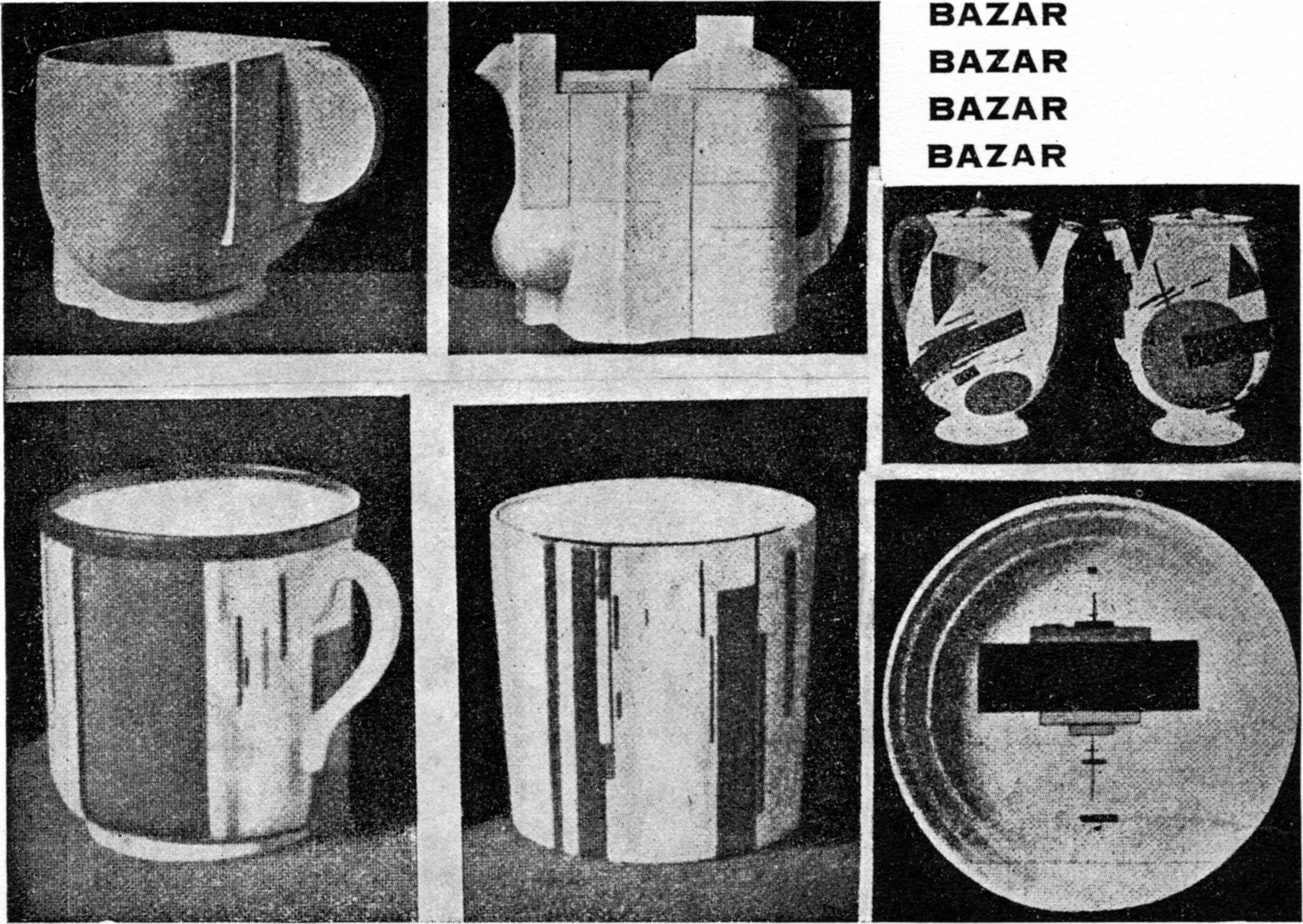
Suprematistisches Geschirr von Kasimir Malewitsch und Nikolai Suetin

Im Jahr 1918 leitete Malewitsch zuerst an den Ersten und Zweiten Freien Künstlerischen Werkstätten in Moskau das Atelier für Malerei und – gemeinsam mit Nadeschda Udalzowa – die Klasse für Textilgestaltung. Seine Lehrtätigkeit setzte er ab Herbst 1919 an der Kunstschule von Wizebsk fort. Dort arbeitete bereits Marc Chagall, der allerdings eine andere Kunstauffassung vertrat. Die Richtungskämpfe wirkten zeitweise lähmend auf den Schulbetrieb; letztlich war es jedoch Malewitsch, der sich durchsetzte und die Kunstschule von Witebsk zu einem suprematistischen Zentrum formte. Zu diesem suprematistischen Zentrum gehörten unter anderem Wera Jermolajewa, El Lissitzky, Warwara Stepanowa und Nathan Altman. Parallel dazu bekleidete Malewitsch bis Mitte der 1920er Jahre wichtige Funktionen in Kunstgremien.
Sowohl als Lehrender als auch in seiner Funktion als Mitglied von Kunstgremien beeinflusste Malewitsch die Formensprache von Bildhauern, Architekten und Kunsthandwerkern. In Witebsk gründete er gemeinsam mit anderen Künstlern die Gruppe UNOWIS, die als Ziel hatte, eine suprematistische Kunst- und Weltauffassung zu formen. In einem Unowis-Flugblatt vom 20. November 1920 heißt es:

„Nicht nur die Gestalter der Kunst rufen wir zur Tat, zur Abstimmung und zur Bewegung, sondern auch unsere Genossen, die Schmiede, Schlosser, Mediziner, Steinmetzen, Betonierer, Gießer, Zimmerleute, Maschinenbauer, Flieger, Steinklopfer, Hauer, Textilarbeiter, Schneider, Modistinnen, und alle, die die praktisch-nützliche Dingwelt hervorbringen, um unter der einheitlichen Fahne der Unovisse alle miteinander der Erde das Kleid der neuen Form und des Sinngehalts anzulegen.“

Der Stil erstreckte sich auf alle Bereiche der bildenden Kunst, wie Malerei, Bildhauerei, Typografie, Architektur, Plakatkunst und Design (Möbel, Porzellan). So wurden unter anderem Witebsker Essensrationsmarken zur Zeit der „Kriegsökonomie“ suprematistisch gestaltet; Ilja Tschaschnik, Malewitschs wissenschaftlicher Mitarbeiter während dessen Leitung des Staatlichen Instituts für künstlerische Kultur (GINChUK), entwarf für die Lomonossow-Porzellanmanufaktur Geschirr auf der Basis der Ideen des Suprematismus. Auch Malewitsch selbst entwarf Porzellan; seine von ihm entworfene Teekanne, bei der auf weißem Porzellan farbige Vierecke, Stabformen und Kreise schweben, ist heute in vielen Designsammlungen wie beispielsweise dem Museum of Modern Art in New York zu finden.
Die Anwendung der suprematistischen Prinzipien im Kunstgewerbe hatte sehr früh begonnen. Die Ausstellung einer Moskauer Galerie zeigte bereits im November 1915 modernes Kunstgewerbe, bei dem suprematistische Entwürfe von Iwan Puni und Alexandra Exter von Frauen aus ukrainischen Dörfern umgesetzt worden waren. Eine zweite Kunstgewerbeausstellung folgte im Dezember 1917 im Moskauer Michailowa-Salon, bei dem suprematistisches Design häufig in Form von Stickereien appliziert waren. Neben Malewitsch hatten Ljubow Popowa, Olga Rosanowa und Exter Entwürfe für die Arbeiten geliefert, zu denen Kissenbezüge, Schals und Handtaschen gehörten.

## El Lissitzky – die Brücke zum Westen
Der wichtigste Künstler, welcher die von Malewitsch entwickelte Kunstform und das damit verbundene Gedankengut ins Ausland weitergab, war der Maler El Lissitzky. Lissitzky setzte sich insbesondere in den Jahren 1919 bis 1923 intensiv mit dem Suprematismus auseinander. Er war von Malewitschs suprematistischen Werken tief beeindruckt; er sah darin das theoretische und visuelle Äquivalent der gesellschaftlichen Umwälzungen – der Suprematismus mit seiner Radikalität war für ihn die gestalterische Entsprechung einer neuen Gesellschaftsform. Lissitzky übertrug Malewitschs Ansatz auf seine Proun-Konstruktionen, die er selbst als „Umsteigestation von Malerei zu Architektur“ bezeichnete. Die Proun-Konstruktionen waren jedoch gleichzeitig das Zeichen der künstlerischen Abnabelung vom Suprematismus. Das „Schwarze Quadrat“ von Malewitsch war für ihn der Endpunkt eines konsequenten Denkprozesses, auf dem jedoch eine neue konstruktive Aufbauarbeit zu folgen habe. Diese sah er in seinen Proun-Konstruktionen, wobei die Bezeichnung „Proun“ (=Pro Unowis) die suprematistische Herkunft versinnbildlichte.
Lissitzky richtete 1923 in Berlin, Hannover und Dresden Ausstellungsräume für Gegenstandslose Kunst ein. Während dieser Reise ins westliche Ausland stand El Lissitzky in engem Austausch mit Theo van Doesburg und schlug damit die Brücke zu De Stijl und dem Bauhaus.
Wie Malewitsch trug auch El Lissitzky zur theoretischen Untermauerung dieser Kunstrichtung bei:
„Der Suprematismus führte die Malerei vom Zustand der antiken benannten gegenständlichen Zahl in den Zustand der modernen abstrakten Zahl, die rein vom Gegenständlichen ist, die eine Zahl ist, die ihrer Natur nach einen selbständigen Platz neben den Gegenständen einnimmt.“

## Wechselnde Akzeptanz im neuen Russland
Für die kurze Zeit von 1917 bis 1921 verlief die politische und die künstlerische Revolution parallel. Unterstützt von dem Volkskommissar Anatoli Lunatscharski konnte sich eine „neue“ Kunst ohne direkte Einmischung des Staates entwickeln. In dieser Frühphase der Revolution wurde die neue Formensprache auch für politische Propaganda benutzt und mit suprematistischen Motiven gestaltete Parolen erschienen an den Häuserwänden. Malewitschs Biograf Stachelhaus nennt dies „eine Ironie der Kunstgeschichte“, denn mit der „Neuen Ökonomischen Politik“, die ab 1921 seitens der Regierung verkündet wurde, war das Postulat der geistigen Freiheit des Suprematismus nicht vereinbar. Suprematismus bedeutete gegenstandslose Kunst ohne Ziel und Zweckbestimmung. Die „Neue Ökonomische Politik“ dagegen forderte eine Kunst, die sich politisch funktionalisieren ließ. Diese Forderung mündete schließlich im Sozialistischen Realismus.
Nach Ansicht der neuen kommunistischen Regierung war Malewitschs Kunst ein Produkt der bürgerlichen Kunsttradition und dem Proletariat unverständlich. Auch der liberale Kunstkommissar Lunatscharski konnte nicht verhindern, dass Malewitsch zunehmend in den Ruf eines dekadenten Formalisten geriet. Das Staatliche Institut für künstlerische Kultur (GINChUk), dessen Direktor Malewitsch war, wurde 1926 geschlossen, eine Veröffentlichung von Malewitschs Theorie des Ergänzungselements in der Malerei wurde unterbunden.
Im Frühjahr 1927 reiste Malewitsch nach Deutschland, um die Möglichkeit zu überprüfen, am Bauhaus zu arbeiten. Obwohl auch das Bauhaus über El Lissitzky von den künstlerischen Ideen Malewitschs beeinflusst war, waren doch die Kunstauffassungen des Bauhauses und die von Malewitsch zu unterschiedlich, als dass es für Malewitsch dort eine Arbeitsmöglichkeit gegeben hätte. Das Bauhaus veröffentlichte zwar 1927 in seiner Buchreihe Malewitschs Die gegenstandlose Welt, schrieb jedoch im Vorwort: „Wir freuen uns, das vorliegende Werk des bedeutenden russischen Malers Malewitsch in der Reihe der Bauhausbücher veröffentlichen zu können, obwohl es in grundsätzlichen Fragen von unserem Standpunkt abweicht.“
Noch während in Berlin eine Ausstellung mit Werken von Malewitsch gezeigt wurde, reiste dieser am 5. Juni 1927 nach Russland zurück und ließ seine Gemälde im Westen zurück. Der radikale Wandel, der in Malewitschs Malerei nach der Rückkehr nach Russland eintritt, wird von manchen Kunsthistorikern als sein Versuch gewertet, die in Berlin zurückgelassenen Gemälde neu zu schaffen. Er löste sich vom Suprematismus und malte erneut in einem spätimpressionistischen und kubofuturistischen Stil und knüpfte an seine Menschen und Bauerndarstellungen an, wie er sie vor seiner suprematistischen Zeit geschaffen hatte. Viele seiner Gemälde datierte er zurück. Seine in den letzten Lebensjahren geschaffenen Bilder dagegen, in denen er an die Bildsprache der italienischen Renaissance anknüpft, werden von ihm mit einem kleinen schwarzen Quadrat signiert.
Die Verdrängung des Suprematismus in der russischen Kunstwahrnehmung hielt lange an. Noch im Vorwort zu dem Ausstellungskatalog Russische Kunst des 20. Jahrhunderts schreibt 1984 der Russe Vitalij S. Manin über das Kunstgeschehen zu Anfang des 20. Jahrhunderts:

„Das russische Kunstleben der Vorrevolution zeichnete sich durch seine Farbigkeit, durch die Vielfalt der entstehenden und manchmal sehr kurzlebigen Kunstinnovationen aus. Einige Richtungen dieser Zeit bildeten den Stolz der russischen Kunst, andere waren eine Art Vorstudie für späteres Nachdenken, die dritten dienten noch lange als Nährboden für eine Vielzahl kreativer Seitenwege, durch die Zeit sehr vielschichtig umgeformt und sogar mit spürbarer Resonanz in der sowjetischen Kunst späterer Jahre.“

Der Suprematismus, eine der wichtigsten Kunstentwicklungen dieser Zeit, wird nicht erwähnt.
Die Rehabilitierung der Avantgarde der russischen Kunst im ersten Drittel des 20. Jahrhunderts fand erst mit der Perestroika statt. Erst 1988 gab es in Sankt Petersburg eine umfassende Retrospektive mit Werken von Malewitsch.

### Weitere Literatur
- Camilla Gray: Das große Experiment. Die russische Kunst 1863–1922. Köln 1974.
- Kai-Uwe Hemken: El Lissitzky – Revolution und Avantgarde. DuMont, Köln 1990, ISBN 3-7701-2613-0
- Marie-Luise Heuser: Russischer Kosmismus und extraterrestrischer Suprematismus. In: Planetarische Perspektiven. Marburg 2009, S. 62–75. ISSN 2197-7410
- Dmytro Horbatschow: Malewytsch ta Ukrajina. SIM studija, Kyiw 2006, ISBN 966-96670-0-3 (ukrainisch).
- Hans-Peter Riese: Kasimir Malewitsch. Rowohlt, Reinbek 1999, ISBN 3-499-50465-0
- Hans-Peter Riese: Von der Avantgarde in den Untergrund. Texte zur russischen Kunst 1968-2006. Wienand, 2009, ISBN 978-3-86832-017-6
- Katrin Simons: El Lissitzky Proun 23N oder Der Umstieg von der Malerei zur Gestaltung. Eine Kunst-Monographie. Insel Taschenbuch 1376, Frankfurt am Main/Leipzig 1993, ISBN 3-458-33076-3.
- Karin Thomas: Bis heute – Stilgeschichte der bildenden Kunst im 20. Jahrhundert. Dumont, Köln 1998, ISBN 3-7701-1939-8
- Evelyn Weiss (Hrsg.): Kasimir Malewitsch – Werk und Wirkung. Dumont, Köln 1995, ISBN 3-7701-3707-8